# Nadia Kassem
Nadia Kassem (Wentworthville, 15 de noviembre de 1995) es una artista marcial mixta australiana que compite en la división de peso paja. Fue luchadora de la Ultimate Fighting Championship.

## Primeros años
Kassem nació en Wentworthville, ciudad ubicada en la región de Nueva Gales del Sur, en Australia. Es de origen libanés. Sus abuelos emigraron del Líbano a Australia en la década de los años 1970. De joven se entrenó en taekwondo y jugó al rugby y al softball. Se inspiró en The Ultimate Fighter: Team Rousey vs. Team Tate, pero sólo empezó a entrenar MMA después de ver a su hermano competir en torneos de grappling. Nadia empezó a competir en MMA amateur poco después y se convirtió en profesional. Tenía un récord de 4-0 antes de firmar con la UFC.

## Carrera de artes marciales mixtas

### Carrera temprana
Kassem luchó en el circuito australiano bajo la promoción Urban Fight Night y Australia Regional. Acumuló un récord invicto de 4-0 antes de ser fichada por la UFC.

### Ultimate Fighting Championship
Se esperaba que Kassem hiciera su debut promocional el 11 de junio de 2017 en el UFC Fight Night: Lewis vs. Hunt en Auckland (Nueva Zelanda), contra JJ Aldrich, pero acabó retirándose alegando una lesión, por lo que fue reemplazada por Chan-Mi Jeon.
Kassem se enfrentó a Alex Chambers en UFC Fight Night: Werdum vs. Tybura el 19 de noviembre de 2017 en Sídney (Australia). En el pesaje, Kassem pesó 120 libras, 4 libras por encima del límite máximo de peso paja para peleas sin título de 116 libras. El combate procedió a un peso de captura y Kassem perdió el 30% de su bolsa a favor de Chambers. Ganó la pelea por decisión unánime.
Kassem estaba programada para enfrentarse a Xiaonan Yan el 13 de junio de 2018 en UFC Fight Night 132, sin embargo, fue retirada del evento debido a una lesión.
Kassem se enfrentó a Montana De La Rosa el 10 de febrero de 2019 en el UFC 234. Perdió la pelea vía armbar en el segundo asalto.
Kassem se enfrentó a la surcoreana Ji Yeon Kim el 6 de octubre de 2019 en el UFC 243. En el pesaje, Kim pesó 128 libras, 2 libras por encima del límite de la pelea de peso mosca sin título de 126. Fue multada con el 30% de su bolsa, que fue para su oponente Kassem. El combate continuó en el peso de captura. Perdió la pelea por nocaut técnico en el segundo asalto. Kassem se enfrentó a fuertes críticas debido a que fingió un toque de guante al principio del primer asalto, a pesar de que fue derribada segundos después.
Kassem estaba programado para enfrentarse a Miranda Granger el 8 de agosto de 2020 en UFC Fight Night 174.
El 7 de octubre de 2020 se informó que Kassem fue liberada por UFC.

## Récord en artes marciales mixtas
| Resultado | Récord | Oponente           | Método                 | Evento                                    | Fecha                   | Ronda | Tiempo | Localización |
| --------- | ------ | ------------------ | ---------------------- | ----------------------------------------- | ----------------------- | ----- | ------ | ------------ |
| Derrota   | 5–2    | Ji Yeon Kim        | KO (golpe al cuerpo)   | UFC 243                                   | 6 de octubre de 2019    | 2     | 4:59   | Melbourne    |
| Derrota   | 5–1    | Montana De La Rosa | Sumisión (armbar)      | UFC 234                                   | 10 de febrero de 2019   | 2     | 2:37   | Melbourne    |
| Victoria  | 5–0    | Alex Chambers      | Decisión (unánime)     | UFC Fight Night: Werdum vs. Tybura        | 19 de noviembre de 2017 | 3     | 5:00   | Sídney       |
| Victoria  | 4–0    | Jasita Yotawan     | TKO (golpes)           | JNI Promotions: 1 on 1                    | 24 de febrero de 2017   | 1     | 1:27   | Hurstville   |
| Victoria  | 3–0    | Leigha Aurisch     | TKO (golpes)           | Urban Fight Night 9: Fight of the Nations | 3 de diciembre de 2016  | 1     | 0:19   | Liverpool    |
| Victoria  | 2–0    | Belinda Sedgewick  | KO (spinning backfist) | Urban Fight Night 5                       | 12 de diciembre de 2015 | 1     | 0:10   | Liverpool    |
| Victoria  | 1–0    | Jiang Zhu          | KO (golpe)             | JNI Promotions: The Century               | 28 de agosto de 2015    | 1     | 0:26   | Hurstville   |